# جیسون اومارا
جیسون اومارا (به انگلیسی: Jason O'Mara) (زاده ۶ اوت ۱۹۷۲) بازیگر ایرلندی است.
از فیلم‌های معروف او می‌توان به بازی در فیلم کسی برای پول اشاره کرد.